# Convento de Santa Mónica (Évora)
O antigo Convento de Santa Mónica fica situado no Largo Dr. Evaristo Cutileiro, na atual freguesia de Évora (São Mamede, Sé, São Pedro e Santo Antão), em Évora.
O Convento de Santa Mónica foi inaugurado em 1564 e pertencia à Ordem das Agostinhas Calçadas. O convento encerrou as portas em 1881, por morte da última freira, uma vez que a Lei da Extinção das Ordens Religiosas proibia a admissão de noviças desde 1834.
Em 1942 foi criada uma Escola do Magistério Primário no edifício.
Em 1992 a Universidade de Évora adquire o imóvel e nele instala os seus Serviços Académicos, permanecendo a Escola Básica do 1º Ciclo de São Mamede no piso térreo.